# Tepe Sabz
Tepe Sabz és un jaciment arqueològic de Khūzestān, Iran, del qual pren el nom la cultura neolítica homònima.

## Descripció
El lloc de Tepe Sabz encara està poc explorat. El jaciment estava situat a la terra baixa de Deh Luran (100–300 m m.n.m), entre la base de les muntanyes de Zagros i Jebel Hamrin.
Tepe Sabz és un túmul de capçalera plana de forma aproximadament rectangular, que originàriament podria haver mesurat aproximadament 140 x 120 m. Actualment, part del tel ha estat erosionat i avui mesura aproximadament 120 x 90 m i s'eleva aproximadament 7 m per sobre de la plana circumdant. Tanmateix, les capes arqueològiques també s'estenen 3,5 m per sota del nivell del sòl, a causa de la contínua deposició de capes al·luvials.

## Història
A partir de l'any 6000 aC, durant la revolució neolítica, van aparèixer nombrosos pobles agrícoles a l'altiplà iranià i a les terres baixes de Khūzestān. A més de Tepe Sabz, els llocs importants d'aquell període van ser Hajji Firuz a l'Azerbaidjan, Godin Tepe (VII) al nord-est de Lorestan, Tepe Siyalk (I) a la vora del desert de sal central i Tepe Yahya (VI C–E) al sud-est, amb aspectes molt evolucionats de la vida agrícola. Aquests, amb característiques culturals pròpies, es diferencien d'una manera clarament identificable dels pobles coetanis dels territoris veïns (Afganistan, Balutxistan, Àsia central i Mesopotàmia).

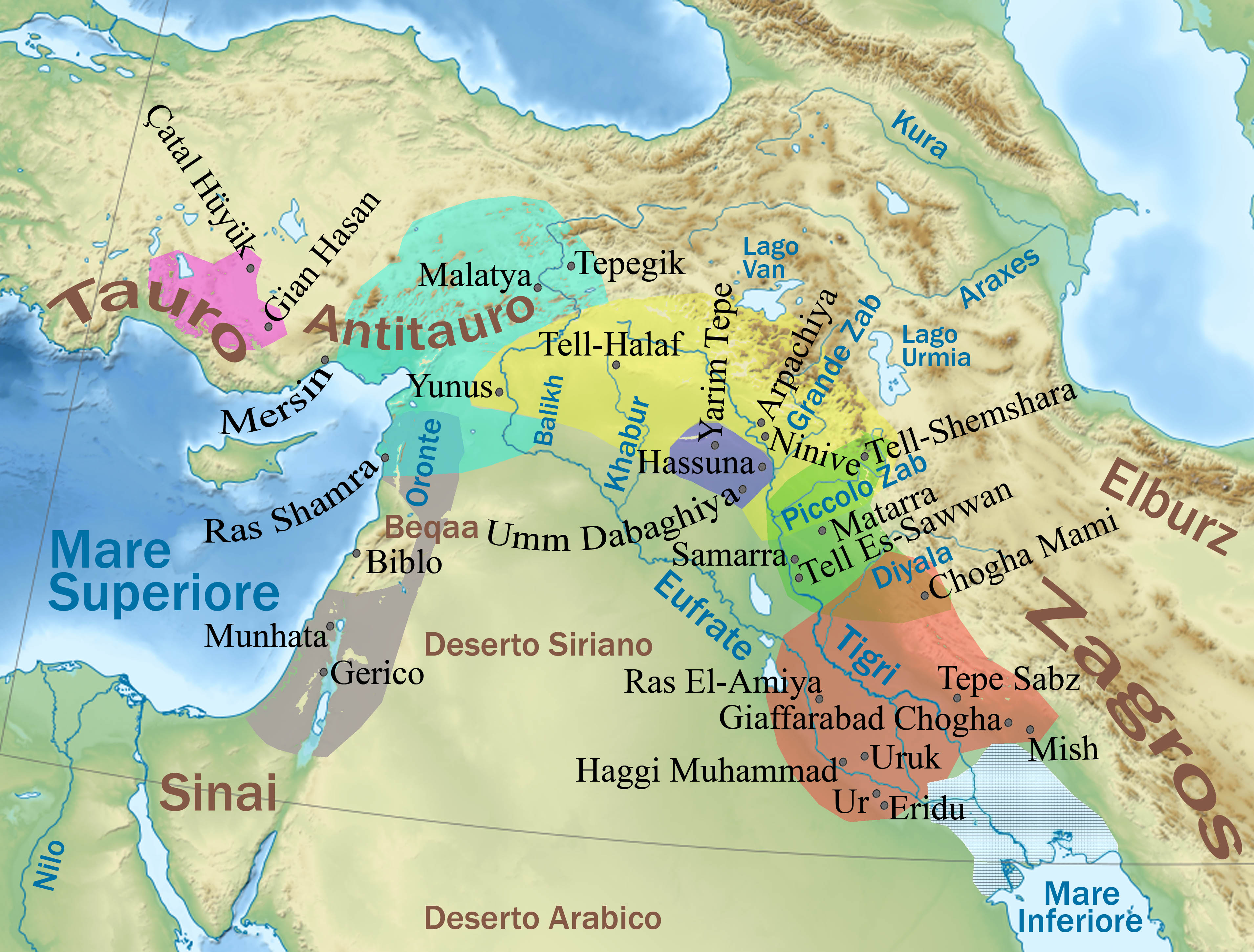
Zones d'influència de diferents cultures al període Halaf mitjà, 5600-4500 aC. (les dimensions del golf Pèrsic són les suposades per al 3000 aC)

Cap al 5500 aC. es van introduir noves tècniques de reg per als camps a les terres al·luvials de Khūzestān.
Tepe Sabz va ser culturalment actiu entre el 5500 i el 4000 aC.
Les capes més antigues de Tepe Sabz mostren continuïtat amb la cultura Muhammad-Ja'far en ceràmica i artefactes. Des del punt de vista arquitectònic, les cases es caracteritzen encara per estances de planta rectangular, fonaments de pedra, parets de maó de fang amb revestiment de guix. Per als envans interiors s'utilitza la tècnica tauf.
Els descobriments han demostrat la introducció de noves espècies de cereals, a més del cultiu d'ordi i llegums. El cultiu del lli es beneficia molt de la introducció de noves tècniques de reg. Els pistatxos i les ametlles provenien del comerç amb els turons. A més de les ovelles i cabres, va començar la cria de bestiar i la presència de gossos com a animals de companyia.